# Humedal Riberino Zapandí
El Humedal Riberino Zapandí es una reserva natural, que forma parte del Área de Conservación Guanacaste y del Área de Conservación Tempisque, en el noroeste del país centroamericano de Costa Rica, se trata de un territorio que protege los humedales bajos alrededor de la Quebrada Grande y el río Ahogados en la cuenca del río Tempisque.